# 巴黎洲際大飯店

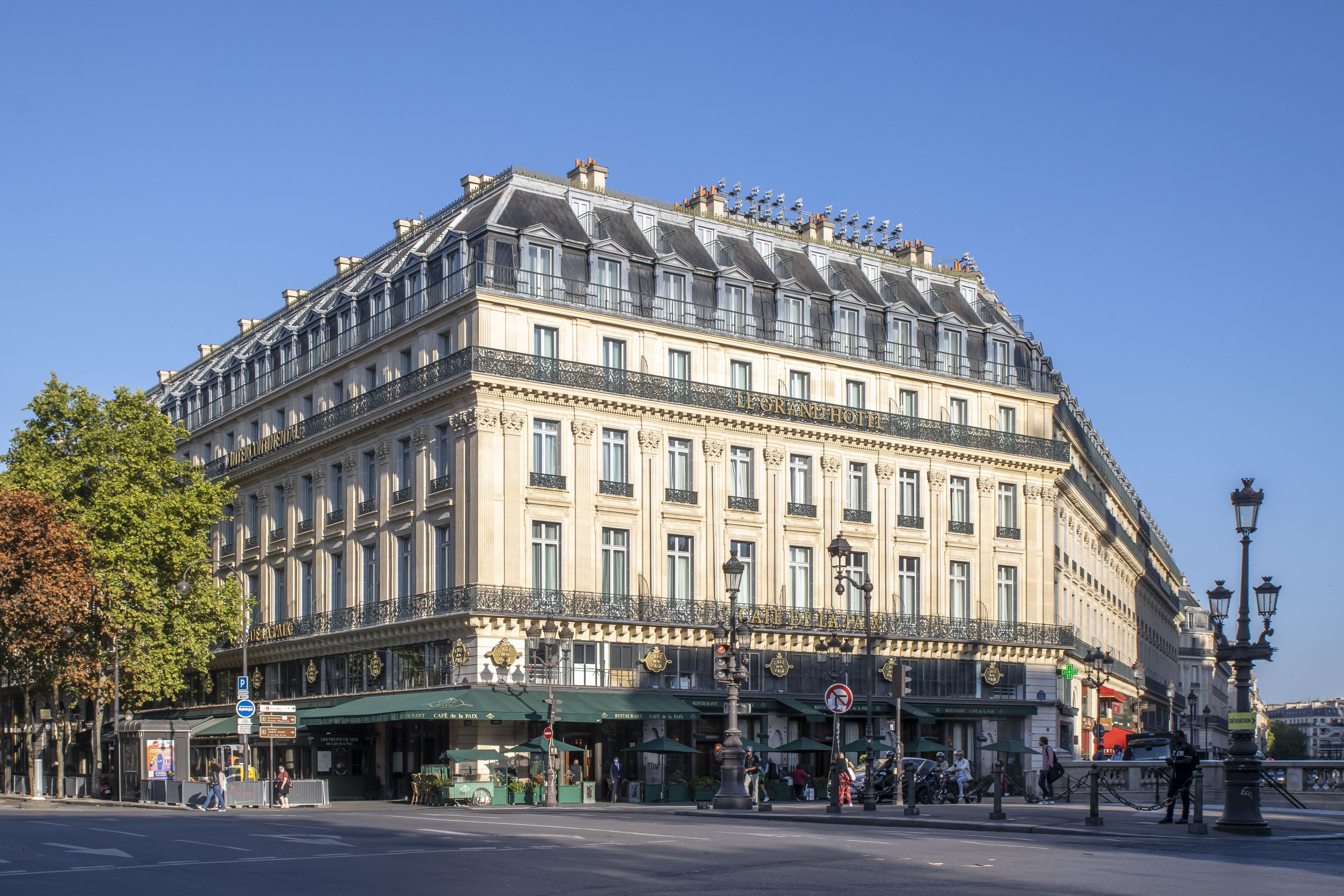

巴黎洲際大飯店（InterContinental Paris Le Grand）是法國巴黎的一座頗具歷史的高級飯店，開幕於1862年。飯店建築的設計者Alfred Armand也是羅浮宮百貨公司的設計者。飯店於1862年6月30日正式開始營業，有四层楼，客房数约有800间。 
著名的和平咖啡館位於飯店一樓。